# Ondata di freddo dell'ottobre 1974
L'ondata di freddo dell'ottobre 1974 caratterizzò in modo insolito lo scenario meteorologico in Italia e in gran parte dell'Europa.

## Estate 1974: siccità e temperature molto elevate
L'estate del 1974 trascorse all'insegna della siccità su gran parte dell'Italia centro-meridionale, con alcune ondate di caldo che portarono temperature massime sui 40 °C sulle estreme regioni meridionali nella parte centrale del mese di luglio, e sulle aree pianeggianti della Toscana nel mese di agosto.
Dopo alcuni episodi temporaleschi che colpirono l'Italia tra la fine di agosto e gli inizi di settembre, il tempo tornò nuovamente a stabilizzarsi con condizioni di caldo moderato. Sul finire di settembre, si verificò il passaggio di alcune perturbazioni atlantiche associato ad una struttura depressionaria centrata sul bacino del Mediterraneo, mentre una potente struttura di alta pressione andava consolidandosi sull'Atlantico settentrionale, espandendosi verso l'Islanda, il Circolo polare artico e la Russia settentrionale, dove si congiungeva al ramo dell'anticiclone russo-siberiano in fase di formazione.

## Ottobre 1974: discesa di aria artica verso l'Italia
Il mese di ottobre del 1974 inizia con una discesa di aria artica verso l'Italia, associata a ricorrenti strutture di bassa pressione, in stazionamento con il minimo barico tra il Mediterraneo centrale e la penisola balcanica; tale configurazione era favorita dalla struttura anticiclonica di blocco creatasi a latitudini settentrionali, che impediva il transito delle perturbazioni di origine atlantiche lungo la direttrice ovest-est. Osservando le carte di rianalisi sui geopotenziali, le isobare e le isoterme , la configurazione meteorologica su larga scala appare stabile durante l'intero arco del mese.
L'aria artica richiamata dalla depressione contrastava con l'umidità e le temperature ben più elevate del Mar Mediterraneo, dando origine a condizioni di tempo molto perturbato sulle isole maggiori, su tutta l'Italia meridionale, su quasi tutta l'Italia centrale e lungo l'intero versante orientale dall'arco alpino orientale alla Puglia.
Gli accumuli precipitativi mensili furono molto abbondanti, con 578 mm ad Acerno (SA), oltre 400 mm su tutta l'Irpinia, oltre 200 mm a Napoli, su gran parte della Calabria e lungo tutta la dorsale appenninica; al contrario le regioni dell'Italia nord-occidentale e parte del litorale della Toscana rimanevano in ombra pluviometrica (soltanto 1 mm di pioggia a Torino e 15 mm sull'isola di Gorgona nell'arco dell'intero mese).
Le temperature erano ovunque molto basse, tanto da risultare l'ottobre più freddo del secolo scorso (massime quasi sempre inferiori ai 20 °C, frequenti episodi nevosi anche a quote collinari ed insolite gelate notturne in numerose località della penisola); tuttavia, l'eccezionalità dell'ondata di freddo del mese di ottobre del 1974 è sottolineata dai valori di temperature medie più basse rispetto alla norma (-3,8 °C globali su tutta Italia: -4,7 °C sull'Italia settentrionale, -4,4 °C sull'Italia centrale, -2,8 °C sull'Italia meridionale ed insulare) con scarti molto simili a quelli che si erano verificati nello storico febbraio 1956.
Il notevole anticipo delle condizioni meteorologiche invernali, fu tuttavia seguito in gran parte d'Italia da una stagione invernale caratterizzata soltanto da sporadici e occasionali episodi di freddo intenso e da scarsissime precipitazioni nevose.